# HEC Montreal

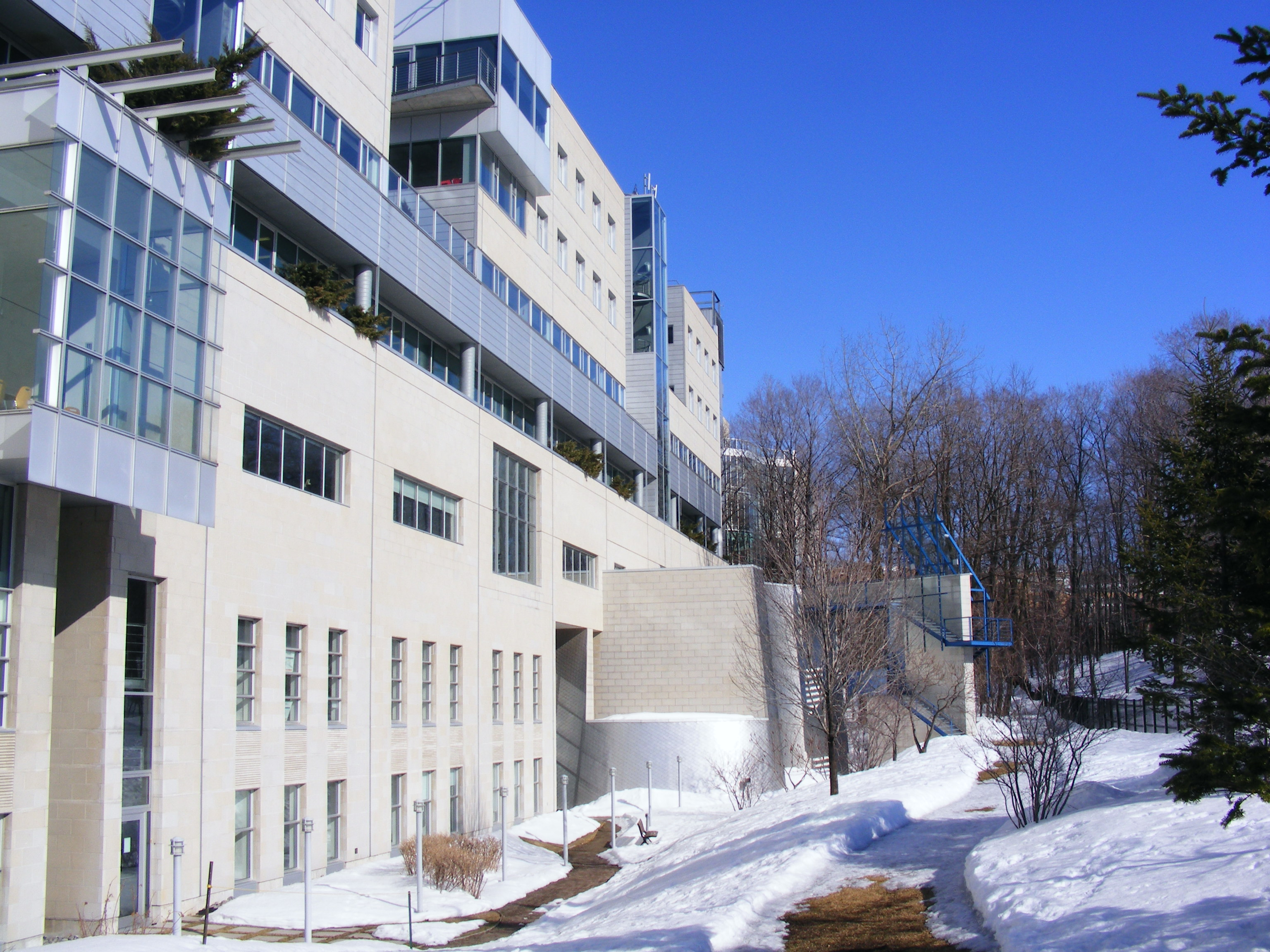
HEC Montreal

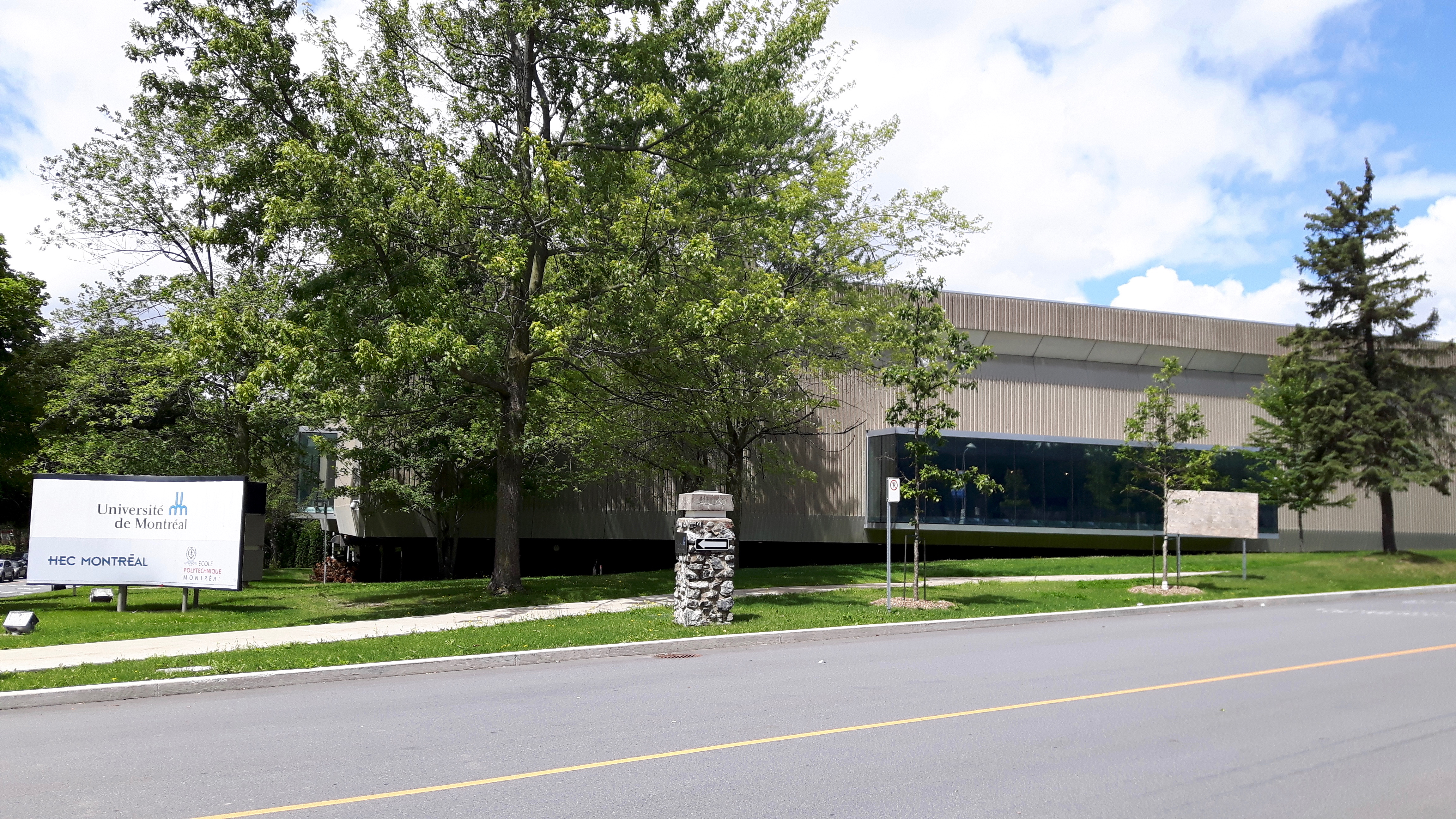
HEC Montreal

HEC Montreal es una escuela de negocios independiente, afiliada a la Universidad de Montreal, y fundada en 1907. Es una de las tres escuelas de negocios norteamericanas que han obtenido las tres acreditaciones EQUIS, AMBA y AACSB. Es una de las pocas universidades en el mundo que ofrece una formación trilingue en español, francés e inglés. En un estudio publicado en octubre de 2011, luego de entrevistas con ejecutivos de 10 países, HEC Montréal fue elegida en el puesto 46 entre las universidades más elegidas para búsquedas de personal en el mundo, siendo así la segunda en Canadá, y número 23 en América del Norte, y quedando por delante de universidades como la University of Toronto, ESCP Europe, New York University, Georgetown University, Queen´s University entre otras.

## Historia y datos
En la actualidad, cuenta con unos 12 000 estudiantes, de los cuales el 32% (3915) son extranjeros, y unos 250 profesores. Actualmente, es miembro de la "Conférence des Grandes Écoles" francesa y del instituto indo-canadiense Shastri.
Entre sus estudiantes, alrededor de 3.800 estudian en licenciatura en administración (B.A.A), 5.400 lo hacen en programas de certificado, 82 en EMBA conjuntamente dado con la Universidad McGill, 30 en MBA-FSI (Financial Services and Insurance), 465 en MBA, unos 870 en diversas maestrías de negocios, 1.490 en D.E.S.S (Diploma de Estudios Superiores Especializados) y 154 en doctorado (PhD).
La licenciatura trilingue, única, cuenta con 351 estudiantes, de los cuales 64% son extranjeros o residentes permanentes. En el campus de HEC Montreal conviven 140 nacionalidades distintas: entre los estudiantes extranjeros, 43% proviene de Europa, 36% de África, 13% de América Central y del Sur, 6% de Asia, y 1% de Estados Unidos y de México.
El programa de intercambios internacionales "Passeport pour le monde" es el más importante en Canadá: HEC Montreal tiene acuerdos con 102 universidades en 34 países diferentes, realizando unos 350 intercambios anuales.
Además de los programas anteriormente mencionados, HEC Montreal es una escuela líder en la formación de ejecutivos: en 2010, se dieron 298 programas especiales para formar a 6072 ejecutivos canadienses, y 38 programas para formar a 1446 ejecutivos internacionales, provenientes sobre todo de Asia (48%), África y el Medio Oriente (26%), América del Norte y del Sur (24%) y Europa (2%). Los cursos son dictados en francés, inglés, español, portugués y chino, y las áreas en las cuales HEC se destaca a nivel mundial son la energía, la salud, el desarrollo sustentable, el sector aeroportuario, el sector bancario y los organismos multilaterales.

## Licenciatura Trilingüe (B.A.A Trilingüe)
La licenciatura trilingue es un programa de 4 años (3 para quienes hayan hecho 2 años de CEGEP en Quebec) que incluye, en los primeros tres semestres, 5 cursos en francés (contabilidad, management, etc.), 5 cursos en español (sociología, marketing, macroeconomía, etc.), y 5 cursos en inglés (estadística, finanzas, microeconomía, etc.) Los estudiantes que realizan el año de preparación toman cursos de matemática, economía y negocios en inglés o en francés, y cursos intensivos de español, inglés o francés para poder tomar cursos de nivel universitario. Luego, los estudiantes deben pasar un semestre en el extranjero o un verano en el extranjero haciendo un programa de pasantías o Campus Abroad, y luego volver a HEC Montréal para completar el último año, especializándose en cualquiera de las orientaciones ofrecidas. Muchos cursos de este tercer año son ofrecidos en inglés, y algunos también en español. Este programa cuenta con 351 estudiantes, de los cuales 64% son extranjeros o residentes permanentes.

Estudiantes no francófonos
Los estudiantes que hablan poco francés pueden hacer el primer año exclusivamente en inglés, con cursos intensivos de francés. Viviendo en Montreal y tomando clases en HEC Montreal, el aprendizaje es rápido: al año siguiente, ya integran el programa regular con clases en francés (por supuesto, con un esfuerzo adicional, pero con recompensas únicas) y al final de la licenciatura, los estudiantes dominan los tres idiomas sin problemas.

## Investigación
HEC Montreal es la única escuela francófona en figurar entre las 100 más activas del mundo en su investigación de negocios: cuenta con 25 cátedras de investigación (incluyendo a 7 cátedras oficiales canadienses), otros 25 centros de investigación activos, y cuenta con un presupuesto de 14 millones de dólares anuales para la investigación, con 13 profesores miembros de la Sociedad Real Canadiense. En un año, HEC Montreal publica 264 artículos en revistas académicas arbitradas, con contribuciones de 68 profesores, 431 presentaciones en congresos científicos, 9 millones de dólares en contratos de investigación, y 6 revistas publicadas por la escuela. La biblioteca es la mayor biblioteca de negocios bilingüe de Canadá, con 189 bases de datos, 67 000 títulos de periódicos, 46 000 libros electrónicos, 362 000 monografías y 3 800 títulos de periódicos.

## Programas de estudio
La licenciatura (B.A.A) es un programa de 4 años (3 para los residentes de Quebec que hayan terminado el CEGEP) que combina estudios de management, microeconomía, macroeconomía, modelización, estadística y de todas las áreas funcionales de la empresa (marketing, recursos humanos, finanzas, gestión de las operaciones, tecnologías de la información, etc) con una especialización, que puede ser en las siguientes áreas:
- Marketing
- Gestión de recursos humanos
- Gestión de las operaciones y la logística
- Finanzas
- Economía aplicada
- Métodos analíticos
- Gestión de las tecnologías de información
- Management
- Negocios internacionales
- Alguna combinación de las anteriores.
El B.A.A está disponible en tres versiones diferentes: regular (en francés, con opciones en inglés y español), bilingüe (francés e inglés), y trilingüe (francés, inglés y español).
La maestría en ciencias de la gestión (MSc) es un riguroso programa de posgrado de un año y medio a dos años, que otorga un título de máster en los siguientes temas:
- Economía aplicada
- Métodos analíticos de gestión
- Inteligencia de negocios
- Economía financiera aplicada
- Finanzas
- Ingeniería financiera
- Contabilidad financiera y estratégica
- Gestión de recursos humanos
- Tecnologías de la información
- Negocios internacionales
- Logística internacional
- Management
- Control de gestión
- Marketing
- Gestión de las operaciones y de la producción
- Desarrollo organizacional
- Estudios organizacionales
- Contabilidad pública
- Estrategia
Al final de sus estudios, los estudiantes presentan ya sea un proyecto supervisado, o una tesis. El programa MSc acepta a los mejores estudiantes provenientes no sólo de programas de primer ciclo en escuelas de negocios, sino también a aquellos que han completado sus estudios en otras áreas como la psicología, la comunicación, las ciencias económicas, informática, matemáticas, ingeniería, ciencias políticas y derecho.

Desde 2012, HEC Montréal ofrece un programa llamado "M.Sc Global Supply Chain Management", enteramente en inglés, basado en cursos de redes de negocios, logística, sistemas de transporte y de decisión, optimización de sistemas, distribución y organización de la empresa.
El MBA de HEC Montreal está disponible en inglés o en francés, y a tiempo completo (1 año) o de noche. Finalmente, el doctorado (PhD) es ofrecido conjuntamente con la Universidad McGill, la Universidad Concordia, y la UQAM (Université du Quebec a Montreal).

### Diplomas conjuntos
HEC Montréal ofrece diplomas conjuntos con la prestigiosa escuela francesa "Emlyon Business School", a través del cual los estudiantes obtienen la calificación de "Bachelor of Commerce" de HEC Montréal y M.Sc de EM Lyon.
Además, la escuela ofrece un diploma conjunto con la Chongqing Technology and Business University para estudiantes que hablan chino, francés e inglés.
También se ofrece una maestría conjunta con la SDA Bocconi en Milán, y la Southern Methodist University en Texas, obteniéndose la calificación de "Master in International Arts Management" en 1 año.

## Programas Internacionales
HEC Montreal cuenta con uno de los programas de intercambios universitarios más activos con más de 100 universidades en más de 30 países de varios continentes. Entre las universidades que participan, podemos nombrar WHU Otto Beisheim School of Management (Alemania), la FGV-EAESP y la Universidade de Sao Paulo en Brasil, la Pontificia Universidad Católica de Chile, la prestigiosa Tsinghua University en Pekín (China), ESADE, la Universidad de Navarra, la Universitat Pompeu Fabra y la Universidad Carlos III de Madrid en España, ESCP-Europe, SciencesPo, EMLyon, EDHEC, etc. en Francia, tres universidades en Hong Kong, la Luigi Bocconi en Milán, el ITAM y el tecnológico de Monterrey en México, RSM Erasmus Róterdam en Holanda, las universidades de Warwick, Bath y City (CASS) en el Reino Unido, tres universidades en Singapur, HEC Geneve, HEC Lausanne y St. Gallen en Suiza, las universidades Torcuato di Tella, San Andrés y Belgrano en Argentina, la Universidad del Pacífico en Perú, y la Universidad Católica del Uruguay. Entre los otros países, se encuentran Suecia, Dinamarca, Austria, Portugal, Finlandia, Noruega, Turquía, Taiwán, Japón, Corea del Sur, Tailandia, Eslovenia, Polonia, Irlanda, Estados Unidos, Bélgica, etc.

## Rankings
HEC Montreal ha obtenido resultados excepcionales en muchas listas. Por ejemplo, el ranking eduniversal 2011 le da a HEC Montreal el puesto 24 como la escuela de negocios más influyente del mundo, por delante del IESE de España, todas las universidades canadienses salvo una, y por delante de escuelas internacionales de renombre: University of Chicago (Booth), Northwestern (Kellogg), UCLA (Anderson), Pensilvania (Wharton), Dartmouth (Tuck), ESSEC, IE (España) y ESCP-Europe.
A su vez, el ranking de Emerging, publicado en 2011 en el New York Times, preguntó a ejecutivos de 10 países de qué escuelas preferían reclutar, y HEC Montreal fue la número 46, segunda en Canadá, y otra vez por delante de universidades como NYU, Georgetow, ESCP, Carnegie Mellon, etc.

El MBA de HEC Montreal es considerado entre los 10 mejores afuera de los Estados Unidos en el ranking bianual de Forbes, publicado en 2009. BusinessWeek lo pone en posición 15, luego de haberlo incluido en su top ten en 2004 y en 2006, mientras que el QS Business School Report de 2010 lo sitúa entre las 22 mejores en Norteamérica, y entre los 4 mejores de Canadá (QS Global 200 Business Schools Report)
La revista América Economía puso a HEC Montreal en el puesto 16 entre las mejores escuelas de negocios del mundo, y también figura en el ranking de la revista Expansión. Estos resultados demuestran el éxito de la estrategia utilizada para aumentar la influencia de la escuela en América Latina.
Según Financial Times, el máster en finanzas (MSc) está entre los mejores del mundo. El fondo Standard Life HEC, gestionado por estudiantes de licenciatura y de maestría, obtuvo el primer puesto en el Foro RISE (Redefining Investment Strategy Education) en 2010, tras haber obtenido el primer puesto en 2009 y también en 2008.
Desde la creación de los Juegos del Comercio en 1989, los estudiantes de HEC han ganado el primer puesto 10 veces, el segundo 4 veces, y el tercer puesto otras 4 veces, siendo entonces por amplio margen la escuela con el mayor número de victorias.